# He Jiankui

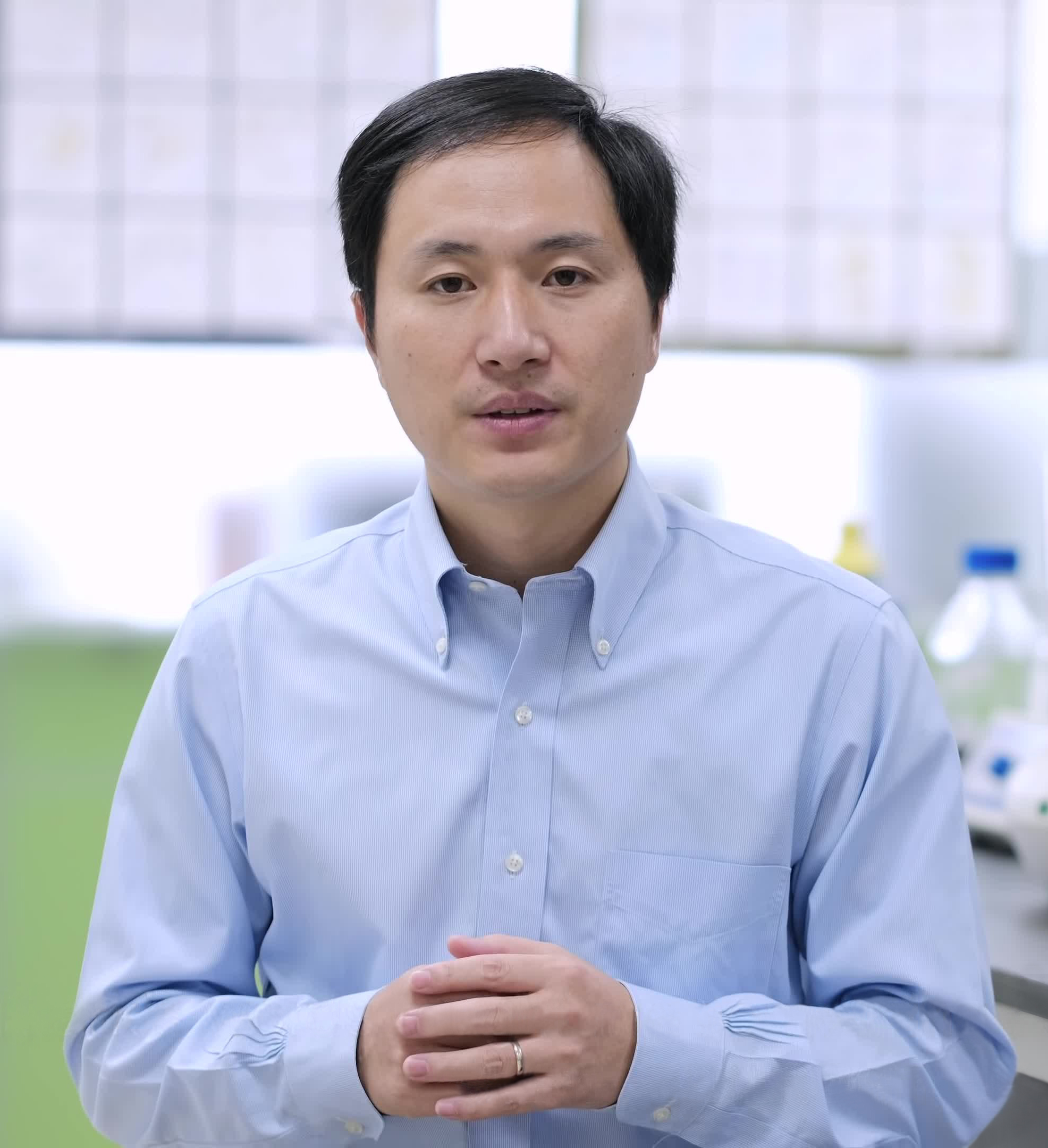
Jiankui He (2018)

He Jiankui (chinesisch: 贺建奎; geboren 1984) ist ein chinesischer Biophysiker. Er lehrte und forschte in der Abteilung Biologie der Süd-Universität für Wissenschaft und Technik (chinesisch 南方科技大学, englisch Southern University of Science and Technology of China, SUSTec) in Shenzhen, Volksrepublik China. Er gilt als – soweit öffentlich bekannt – vermutlich Erster, der gentechnische Eingriffe in die Keimbahn (Keimbahntherapie) eines menschlichen Embryos vollzog, und löste damit 2018 eine heftige Debatte aus, in der der Eingriff einmütig verurteilt wurde (Chinese Crispr Crisis). Die überwiegende Mehrzahl der Kritiker verurteilte den Eingriff aus ethischen Gründen. Im Dezember 2019 wurde er zu einer Haftstrafe von drei Jahren verurteilt.

## Leben

### Karriere
Jiankui He ist der Sohn von Reisbauern in der Provinz Hunan. Nach dem Diplomabschluss in Moderner Physik an der Chinesischen Universität für Wissenschaft und Technik im Jahr 2006 promovierte er 2010 bei Michael Deem, Professor für Bioingenieurwesen an der Rice University, an der er seit 2007  Physik studiert hatte. Seine Forschung galt damals einer schnellen Vorhersagemethode, welche Grippestämme in die jährlichen Schutzimpfungen einzubeziehen seien. Nach seinem Doktorvater Deem benötigte die Methode nur zwei Wochen statt eines halben Jahres wie die von der WHO benutzte Methode. Die Veröffentlichung war im Dezember 2010 auf dem Cover von Protein Engineering Design and Selection. Er veröffentlichte mit Deem auch in Physical Review Letters über die Anwendung statistischer Methoden aus der Evolutionsbiologie zur Frage, wie die Globalisierung der Weltwirtschaft die Anfälligkeit für Rezessionen erhöht. Eine weitere Arbeit galt einem mathematischen Modell für Vorhersagen zum CRISPR-Mechanismus, wie Bakterien durch natürliche Auslese Immunität gegen Krankheiten erlangen. Sein Doktorvater Deem beschrieb ihn als Student von hohem Einfluss (High impact student). Als Post-Doktorand war er bei Stephen Quake an der Stanford University.

### Verurteilung
Seit seinem Vortrag am 27. November 2018 in Hongkong trat He nicht mehr öffentlich auf. Am 29. November 2018 wurde über ihn ein Berufsverbot verhängt, später wurde er von der Universität entlassen. Nach Angaben seiner Familie lebte er zunächst mit ihr auf dem Campus der Shenzhen Southern University of Science and Technology in einem Appartement unter Hausarrest.
Nachdem es über Hes Aufenthaltsort keine Informationen mehr gegeben hatte, berichtete die staatliche Nachrichtenagentur Xinhua Ende Dezember 2019, dass er in einem nichtöffentlichen Prozess in Shenzhen zu drei Jahren Freiheitsstrafe und der Zahlung einer Geldstrafe von umgerechnet rund 380.000 Euro wegen unethischer und nicht genehmigter Medizinforschung verurteilt worden sei. Laut dem Gerichtsurteil wurden sowohl die Eltern der Zwillinge über die Hintergründe der Keimbahntherapie „getäuscht“, als auch Genehmigungen von Ethikkommissionen unter falschen Voraussetzungen erschlichen. He habe, um „Ruhm und Profit“ zu erlangen, „absichtlich die relevanten nationalen Regulierungen wissenschaftlicher und medizinischer Forschung verletzt und die Grenzen wissenschaftlicher und medizinischer Ethik überschritten“. Zwei Kollegen, darunter ein Veterinärmediziner, wurden ebenfalls zu Geld- und Haftstrafen verurteilt. Im April 2022 wurde bekannt, dass Jiankui aus dem Gefängnis entlassen wurde.

## Gentechnischer Eingriff in die menschliche Keimbahn
Seine Versuche zur Veränderung des menschlichen Erbguts an Embryonen durch Genome Editing lösten eine Welle der Empörung aus. Gentherapie mit CRISPR war zwar bei verschiedenen Forschergruppen in Planung (zum Beispiel bei Beta-Thalassämie), ein Eingriff in die Keimbahn, mit der Folge, dass die Genänderungen auch an Nachkommen weitergegeben würden, galt aber allgemein als verfrüht. Dass Jiankui He solche Versuche an Tieren und menschlichen Stammzellen unternahm, war bekannt, noch auf einer Tagung im Cold Spring Harbor im Sommer 2017 hatte er zu vorsichtigem Vorgehen gemahnt, da ein Versagen das ganze Forschungsfeld in Verruf bringen könne.
Im November 2018 behauptete er dann, er habe das Erbgut von durch künstliche Befruchtung gezeugten Zwillingsschwestern mit der CRISPR/Cas-Methode verändert, um sie immun gegen HIV zu machen. Der Vater der gezeugten Kinder war mit HIV infiziert. Genetisch verändert und deaktiviert worden sei das Gen für den Rezeptor CCR5. Dabei habe er auch auf Off-Target-Änderungen getestet und keine solche gefunden. Auch sei die Immunisierung bei einer der Zwillingsschwestern nur unvollständig erfolgt (Mosaikbildung), so dass einige Zellen künftig mit HIV infiziert werden könnten. Genauer hatte nach den Unterlagen von He das eine Mädchen 15 gelöschte Basenpaare auf einer der beiden Kopien des CCR5-Gens und ein intaktes Gen auf der anderen Kopie, das andere Mädchen vier gelöschte Basenpaare auf einer der beiden Kopien, ein zusätzliches Basenpaar auf der anderen. Die Babys waren zum Zeitpunkt der öffentlichen Ankündigung schon geboren und He gab in einem Youtube-Video bekannt, dass die Mädchen wohlauf seien. He erklärte, er habe die Paare gründlich über die Risiken und die Methode des Eingriffs aufgeklärt. Er gab außerdem an, dass er noch bei einem weiteren Kind einen solchen Eingriff vorgenommen habe. Insgesamt hatte er sieben Paare ausgewählt, bei denen jeweils nur der Mann HIV-positiv war. Kollegen halten seine Angaben für glaubwürdig, da der Eingriff prinzipiell relativ einfach sei. Es gibt auch natürliche Mutationen des CCR5-Gens (Delta-32-Mutation), die gegen HIV immunisieren, aber von anderer Form sind, bei ihnen fehlen 32 Basenpaare im CCR5-Gen.
Jiankui He überraschte die internationale Forschergemeinde, als er am 27. November 2018 über den Eingriff auf dem Second International Summit on Humane Genome Editing in Hongkong vortrug. Nach eigenen Angaben ging er auf eigene Kosten und ohne Wissen seiner Universität vor, an der er seit Februar freigestellt ist. Die Freiwilligen fand er in einer Aids-Selbsthilfegruppe, hält aber deren Identität geheim (die Decknamen der Zwillinge sind Lulu und Nana). Ein Komitee der Klinik in Shenzhen (Har-MoniCare-Frauen- und Kinderkrankenhaus), an der er den Eingriff vornahm, war allerdings eingeweiht. He bedauerte auf der Konferenz, dass sein Vorgehen vor einer wissenschaftlichen Veröffentlichung (die 2018 schon eingereicht wurde und sich im Begutachtungsstadium befand) bekannt wurde. Den Eingriff selbst hielt He für moralisch vertretbar, da es bisher keinen wirkungsvollen Impfstoff gegen Aids gebe und Zugang zu wirksamen Medikamenten in China schwierig sei.
Chinesische Behörden bestätigten bis Mitte Januar 2019 zwei Schwangerschaften in Folge von Jiankuis Eingriffen.

## Reaktionen
Chinas nationale Gesundheitsbehörde verurteilte den Eingriff und ordnete eine genaue Untersuchung an mit möglichen Konsequenzen für He. Weitere Arbeiten auf diesem Gebiet untersagte ihm die Regierung. Eine Nominierung von He für einen chinesischen nationalen Wissenschaftspreis durch die Chinesische Gesellschaft für Wissenschaft und Technologie (CAST) wurde zurückgenommen. Auch seine Universität verurteilte ihn wegen Verletzung akademischer Ethik und Normen. Nach Ansicht der Mitentdeckerin der CRISPR-Methode Emmanuelle Charpentier sei eine rote Linie überschritten worden. Der Nobelpreisträger David Baltimore bemängelte neben fehlender Transparenz auch die fehlende medizinische Notwendigkeit, da eine HIV-Infektion auf konventionelle Weise verhindert werden könne und die Zwillinge möglicherweise nun gegen andere Viren empfindlicher wären. Insbesondere gibt es den Verdacht, dass ein defektes CCR5-Gen zu schwererem Verlauf von Grippe führt. Ein deutlicher negativer Effekt der CCR5delta32-Mutation wird durch eine am 3. Juni 2019 veröffentlichte Populationsstudie von Xinzhu Wei (Univ. of California) und Rasmus Nielsen (Universität Kopenhagen) nahegelegt, die anhand britischer Registerdaten von über 400.000 Menschen eine 21 Prozent höhere Sterblichkeitswahrscheinlichkeit für homozygote Träger der Mutation in der Altersgruppe von 41 bis 76 Jahren berichteten. Im Oktober 2019 zogen Wei und Nielsen ihre Publikation in Nature Medicine zurück, da die UK-Biobank-Daten, auf denen die Studie beruhte, Unstimmigkeiten aufwies.
Baltimore war es auch, der auf der Konferenz in Hongkong unmittelbar nach dem Vortrag von He vortrat und das Vorgehen von He für unverantwortlich erklärte.
Auch sein ehemaliger Doktorvater Deem an der Rice University wurde Gegenstand einer ethischen Untersuchung, als bekannt wurde, dass er von dem Eingriff bei den Zwillingen wusste und auch zugegen war, als die Paare ihre Einwilligung für den Eingriff gaben. Deem hält kleinere Anteile an zwei Firmen, die He gründete, und gehört deren wissenschaftlichem Beraterteam an. He gelang es nach seiner Rückkehr aus den USA, 35 Millionen Dollar für seine Start-ups einzusammeln. Er gab sogar Umfragen in Auftrag, die öffentliche Zustimmung für sein Vorhaben signalisieren sollten. Seit 2015 hatte He auch 5 Millionen Dollar öffentliche Forschungsgelder erhalten.
Viele chinesische Biotechnologie-Wissenschaftler sahen den Erfolg ihrer aufstrebenden Biotechnikindustrie gefährdet (und insbesondere der vielversprechenden CRISPR-Technologie), wandten sich besonders scharf gegen das Vorpreschen von He und veröffentlichten einen Protestbrief mit 122 Unterschriften, die sein Experiment als verrückt bezeichneten.
Eine Auswertung der Rohdaten und Unterlagen von He zu seinem zum damaligen Zeitpunkt immer noch unveröffentlichten Aufsatzes Birth of Twins After Genome Editing for HIV Resistance (unter anderem lehnten Nature und JAMA die Veröffentlichung ab) wurde im Dezember 2019 im MIT Technology Review veröffentlicht. In dem Aufsatz von He und neun weiteren Kollegen (darunter Michael Deem) wurde unter anderem vollmundig behauptet, einen medizinischen Durchbruch bei der Kontrolle der HIV-Epidemie erzielt zu haben, ohne dass ihre eigenen Daten das untermauern. Statt der gewünschten Mutation (CCR5 delta32), die Resistenz gegen HIV bewirkt, wurden andere – wenn auch ähnliche – Mutationen erzeugt, ohne dass im Aufsatz nachgewiesen wurde, dass diese auch Resistenz gegen HIV erzeugen (ein Test zur Resistenz gegen HIV hätte im Voraus an den befruchteten Zellen erfolgen können). Außerdem war bei einem Embryo nur auf einem der beiden Gene der Zelle eine Mutation, auf dem anderen nicht. Kritisiert wurde, dass die Suche nach off-target-Mutationen unvollständig war – und das prinzipiell, da nur jeweils wenige Zellen entnommen werden konnten. Vermutet wird auch, dass die Paare, die an der Studie teilnahmen, getäuscht wurden. Um ihre Babys vor der eigenen HIV-Infektion zu schützen, hätte ein routinemäßiges Waschen des Spermas gereicht, die Paare hätten sich aber wohl günstigen Zugang zu künstlicher Befruchtung versprochen. Weiter wurde kritisiert, dass die beteiligten Ärzte wahrscheinlich nur unvollständig informiert waren (was auch ihr Fehlen als Autoren der Studie nahelegt). Die Experimente wurden erst nach Geburt der Babys im China Clinical Trial Registry eingetragen. In der Studie wird weiterhin vermutet, dass die Forschung mittelbar auch der Untersuchung und Therapie des HEU-Syndroms dienen könnte (besondere Anfälligkeit von Kindern mit HIV-infizierten Eltern gegen Kinderkrankheiten). He stand darüber in E-Mail-Austausch mit Craig Mello. In der Arbeit von He fehlen außerdem Angaben über die Finanzierung ihrer Studie. Es gibt Hinweise, dass He ein Geschäftsfeld Medizin-Tourismus für genmanipulierte Babys aufziehen wollte, wobei er Unterstützung in Zentren für künstliche Befruchtung in den USA suchte.